# Hurayra
Hurayra în (arabă: هريرة) sau Harira este un sat sirian în Districtul Al-Zabadani din Guvernoratul Rif Dimashq. Potrivit Biroului Central de Statistică din Siria (CBS), Hurayra avea o populație de 2.455 de locuitori la recensământul din 2004. Locuitorii săi sunt predominant musulmani sunniți.